# Старорусский проспект
Старору́сский проспе́кт — проспект в поселке Шушары Пушкинского района Санкт-Петербурга. По проекту проходит от Чудовской улицы до Новгородского проспекта, фактически — от Вилеровского переулка до Школьной улицы.
Название Старорусский проспект проектная дорога получила 12 августа 2014 года. Оно дано по станции Старая Русса в ряду проездов этого района, названных по узловым станциям Октябрьской железной дороги, расположенным в Новгородской области. Тогда проспект был более коротким — от Чудовской до Пушкинской улицы.
5 июля 2017 года, после утверждения проекта планировки, в состав Старорусского проспекта включили проектный участок до Новгородского проспекта.
В октябре 2017 года было открыто движение по первому участку Старорусскому проспекту — от Вилеровского переулка до Школьной улицы. Его за свой счет построил основной девелопер Шушар — строительная компания «Дальпитерстрой». В 2022 году с западной стороны участка пристроили автобусное кольцо.
В 2023 году началось строительство трамвайной линии между станцией метро «Купчино» и Славянкой. В Шушарах она пройдет в том числе по Старорусскому проспекту.
В 2023 году стало известно, что город объявил конкурс на строительство всей трассы Старорусского проспекта от Чудовской улицы до Новгородского проспекта. В документах указывается длина — 2,7 километра и ширина — четыре полосы. Существующий участок переустроят.

## Застройка
- № 3, корпус 2, — жилой дом (2025[7])
- № 3, корпус 3, — школа (2023[8])
- № 5, корпус 1, — жилой дом (2024[9])
- № 8, корпус 1 — жилой дом (2022[10])
- № 8, корпус 2 — жилой дом (2022[11])
- № 9 — жилой дом (2023[12])
- № 11 — жилой дом (2022[13])
- № 12 — жилой дом (2024[14])
- № 13, корпус 1 — жилой дом (2021[15])
- № 13, корпус 2 — жилой дом (2022[16])